# Inside Amy Schumer
Pour les articles homonymes, voir Schumer.
Inside Amy Schumer est une série télévisée à sketchs américaine en 39 épisodes de 22 minutes, créée par Amy Schumer et Daniel Powell, et diffusée entre le 30 avril 2013 et le 16 juin 2016 sur Comedy Central et en simultané au Canada sur The Comedy Network pour les quatre premières saisons, puis à partir du 20 octobre 2022 sur Paramount+ pour la cinquième.
En France, en Belgique et en Suisse, la série a été diffusée en version originale sous-titrée à partir du 18 décembre 2015 sur [Où ?]. Lors de la quatrième saison, la chaîne[Laquelle ?] diffusait la série le lendemain de sa diffusion américaine. Elle a également été rediffusée en version française à partir du 29 septembre 2016 sur Comédie+. Néanmoins, elle reste inédite au Québec.

## Synopsis
La série met en scène la comédienne Amy Schumer dans une série de sketchs humoristiques.
Chaque épisode est divisé en plusieurs segments de longueur variable (sketchs, numéros de stand-up, etc.).

## Distribution
- Amy Schumer (VF : Aurore Bonjour) : elle-même et personnages principaux des sketchs.

Elle est accompagnée par différents comédiens ainsi que par plusieurs guest stars comme :
- Josh Charles
- Missi Pyle
- Bridget Everett
- Paul Giamatti
- Patrick Warburton
- Parker Posey
- Chrissy Teigen
- Kathy Najimy
- Amber Rose
- Julia Louis-Dreyfus
- Tina Fey
- Patricia Arquette (VF : Françoise Cadol)
- Amber Tamblyn
- Method Man
- Zach Braff
- Dennis Quaid (VF : Bernard Lanneau) (saison 3)
- Jennifer Coolidge
- Selena Gomez (saison 4)
- Julianne Moore
- Jake Gyllenhaal
- Liam Neeson
- Natasha Lyonne
- Jeff Goldblum (VF : Bernard Lanneau) (saison 3)

Version française
- Source doublage : RS Doublage[3].

## Développement

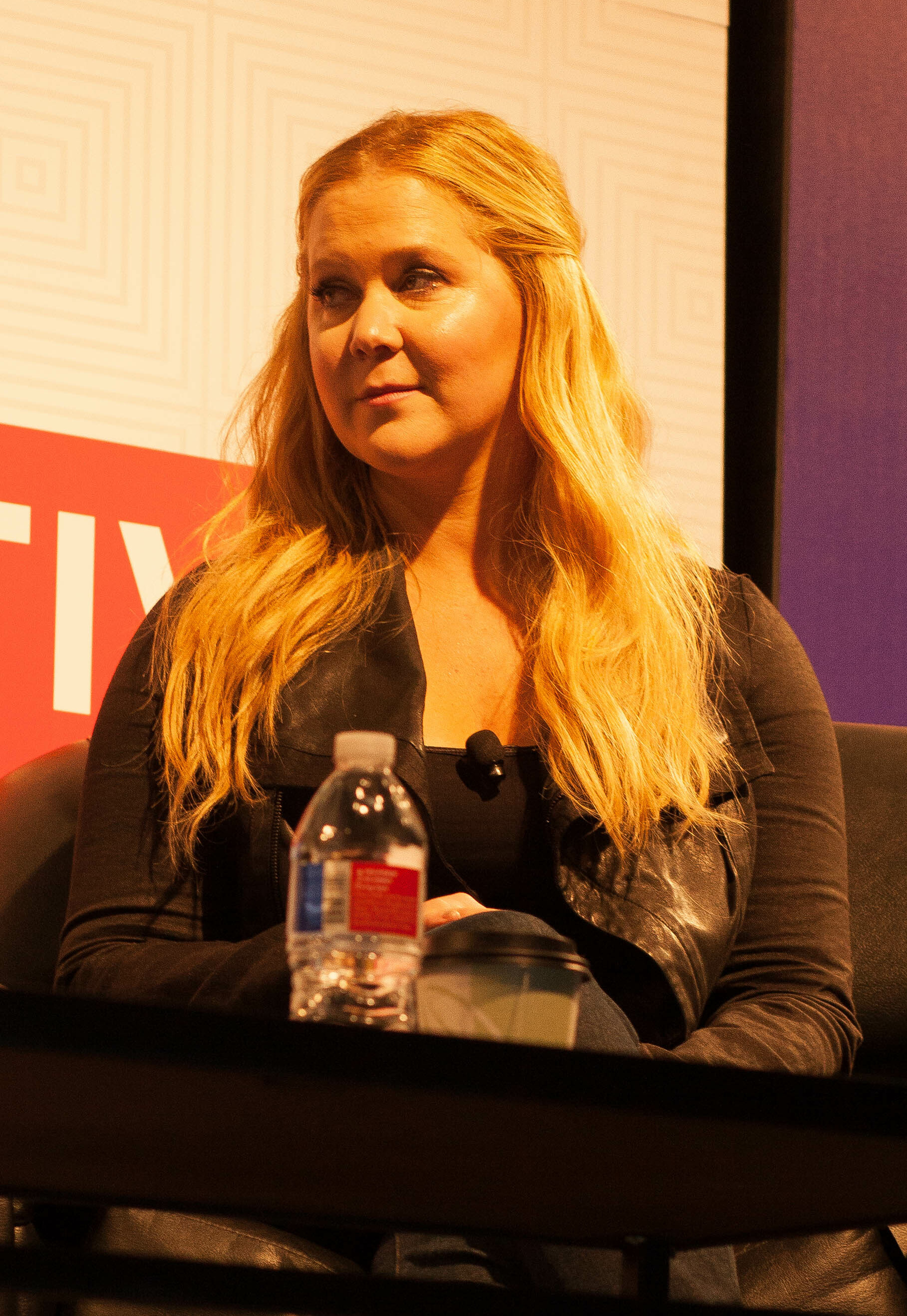
Amy Schumer, co-créatrice et principale interprète de la série, au Festival SXSW 2015.

### Production
Le 27 mai 2013, Comedy Central a renouvelé la série pour une deuxième saison. Elle est ensuite renouvelée pour une troisième saison de dix épisodes le 9 juin 2014.
Le 20 avril 2015, la série est renouvelée pour une quatrième saison. Lors d'une présentation presse pour cette saison lors des TCA 2016 le 6 janvier 2016, Comedy Central annonce le renouvellement la série pour une cinquième saison.
En août 2016, Amy Schumer annonce que la production de la cinquième saison de la série est en pause indéterminée à cause d'un agenda chargé l'empêchant de se concentrer sur la préparation et le tournage de la saison. Néanmoins, elle précise plus tard avoir libéré l'équipe créative de la série et avoir décidé d'y mettre un terme.
Néanmoins, en février 2021, il est dévoilé que le service Paramount+ relance la production de la série et commande une cinquième saison.
Fin juin 2023, Paramount+ purge la série de sa plateforme pour raisons économiques.

### Structure
Chaque épisode est composé de plusieurs segments : Des sketchs entre-coupés par des numéros de stand-up et des interviews de passants dans la rue et ayant en général le même thème que le sketch diffusé avant ou après eux. Les épisodes se terminent par le segment Amy Goes Deep dans lequel Amy Schumer interview une personne, connue ou non, et lui pose différentes questions sans aucun tabou. Dans les derniers épisodes des trois premières saisons, ce segment est remplacé par une chanson de l'humoriste Bridget Everett.
Aux États-Unis, la chaîne Comedy Central diffuse deux versions de la série : Une version interdite aux moins de 14 ans qui censure les mots vulgaires ou trop explicites et une version réservé à un public mature sans censure. La version non censuré est celle utilisée pour la diffusion de la série dans le monde ainsi que sur le marché vidéo.

## Épisodes

### Première saison (2013)
Composée de dix épisodes, elle a été diffusée entre le 30 avril et le 2 juillet 2013 sur Comedy Central.
1. Mauvaises décisions (Bad Decisions)
2. Sextos : mode d'emploi (Real Sext)
3. Une Star du porno est née (A Porn Star Is Born)
4. L'horreur (The Horror)
5. Le Gang bang (Gang Bang)
6. Expériences en tout genre (Meth Lab)
7. Des Vérités désagréables (Unpleasant Truths)
8. La culotte de clown (Clown Panties)
9. Des gens peu recommandables (Terrible People)
10. Les astuces sexe (Sex Tips)

### Deuxième saison (2014)
Composée de dix épisodes, elle a été diffusée entre le 1er avril et le 3 juin 2014 sur Comedy Central.
1. Baisable ? (You Would Bang Her?)
2. Je suis mauvaise (I'm So Bad)
3. Une nana sortable (A Chick Who Can Hang)
4. Docteur érection (Boner Doctor)
5. Allergique aux fruits à coque (Allergic to Nuts)
6. Ouverts à toute proposition (Down for Whatever)
7. Calme tes ardeurs (Slow Your Roll)
8. L'Épisode de Tyler Perry (Tyler Perry's Episode 208)
9. Alors trinquons (Raise a Glass)
10. La Campagne d’humiliation (Slut-Shaming)

### Troisième saison (2015)
Composée de dix épisodes, elle a été diffusée entre le 21 avril et le 7 juillet 2015 sur Comedy Central.
1. Dernier jour baisable (Last Fuckable Day)
2. Ça ne me dérange pas du tout (Cool With It)
3. 12 hommes en colère jugent Amy Schumer (12 Angry Men Inside Amy Schumer)
4. Je suis désolée (I'm Sorry)
5. Des bébés et des bustiers (Babies & Bustiers)
6. Femmes des années 80 (80s Ladies)
7. Lutte (Fight Like a Girl)
8. Mousse (Foam)
9. Drague assistée (Wingwoman)
10. 3 trous du cul (3 Buttholes)

### Quatrième saison (2016)
Composée de neuf épisodes, elle a été diffusée entre le 21 avril et le 16 juin 2016 sur Comedy Central.
1. La Femme la plus intéressante du monde dans le monde (The World's Most Interesting Woman in the World)
2. Bienvenue à la foire aux armes (Welcome to the Gun Show)
3. Courageuse (Brave)
4. Madame le Président (Madame President)
5. Vierge ou pute (Madonna / Whore)
6. Notoriété (Fame)
7. Psychopath Test (Psychopath Test)
8. Sauve qui peut (Everyone for Themselves)
9. Best of (Rubbing Our Clips)

### Cinquième saison (2022)
Note : Pour les informations de renouvellement voir la section Production.
Composée de cinq épisodes, elle a été diffusée du 20 octobre au 10 novembre 2022 sur le service Paramount+.
1. Gratitude
2. Fart Park
3. Tanks
4. Awwwww
5. Quiet Pills

## Distinctions

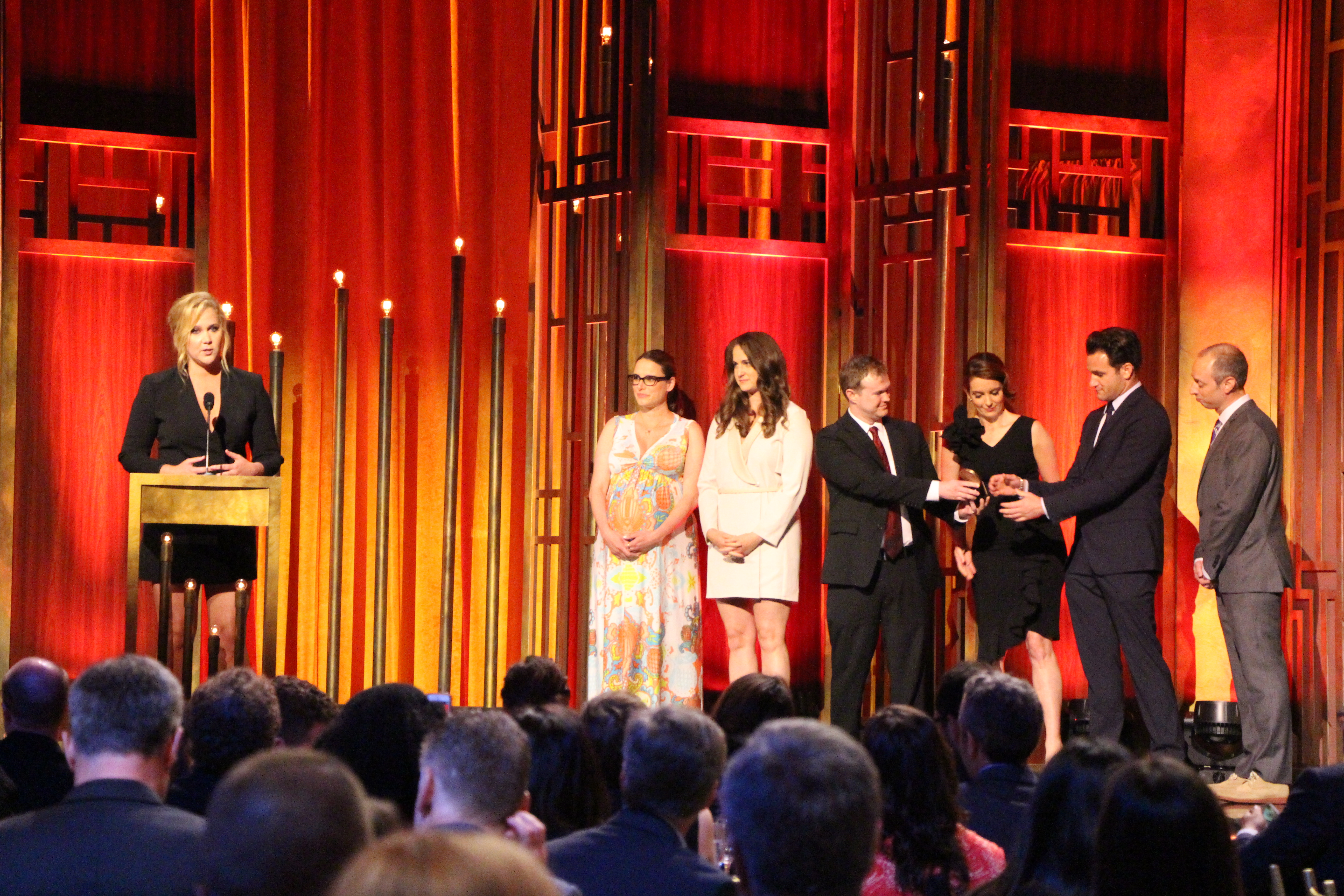
Amy Schumer accompagnée de l'équipe et de certains invités de la série au Peabody Awards en 2015.

### Récompenses
- Critics' Choice Television Awards 2014 : Prix d'excellence pour Amy Schumer
- Critics' Choice Television Awards 2015 : Meilleure actrice dans une série télévisée comique pour Amy Schumer
- Television Critics Association Awards 2015 :
  - Meilleure interprétation dans une série comique pour Amy Schumer
  - Meilleure série comique
- Primetime Emmy Awards 2015 : 
  - Meilleure émission de divertissement à sketches
  - Meilleures musiques et paroles pour la chanson Girl You Don't Need Makeup (épisode 3x02 : Ça ne me dérange pas du tout)

### Nominations
- Critics' Choice Television Awards 2014 : Meilleure actrice dans une série télévisée comique pour Amy Schumer
- Primetime Emmy Awards 2014 : Meilleur scénario pour une émission de divertissement
- Writers Guild of America Awards 2015 : Meilleure série de variété
- Critics' Choice Television Awards 2015 : Meilleure invité dans une série télévisée comique pour Josh Charles
- Primetime Emmy Awards 2015 : 
  - Meilleure actrice dans une série télévisée comique pour Amy Schumer
  - Meilleur acteur invité dans une série télévisée comique pour Paul Giamatti
  - Meilleur réalisateur pour une émission de divertissement pour Amy Schumer et Ryan McFaul (épisode 3x03 : 12 hommes en colère jugent Amy Schumer)
  - Meilleur montage à caméra unique pour une série comique (épisode 3x01 : Dernier jour baisable)
  - Meilleur scénario pour une émission de divertissement

## Sorties vidéo
| Intitulé du coffret | Nombre d'épisodes | Dates de sortie                                              | Dates de sortie | Nombre de disques | Société de distribution      |
| Intitulé du coffret | Nombre d'épisodes | États-Unis (Zone 1) (éditions Blu-ray fabriquée sur demande) | France (Zone 2) | Nombre de disques | Société de distribution      |
| ------------------- | ----------------- | ------------------------------------------------------------ | --------------- | ----------------- | ---------------------------- |
| Saisons 1 & 2       | 20                | 7 avril 2015 (DVD)                                           | TBA             | 3                 | Paramount Home Entertainment |
| Saison 1            | 10                | 2 novembre 2016 (Blu-ray)                                    | TBA             | 2                 | Paramount Home Entertainment |
| Saison 2            | 10                | 2 novembre 2016 (Blu-ray)                                    | TBA             | 2                 | Paramount Home Entertainment |
| Saison 3            | 10                | 24 novembre 2015 (DVD) 4 octobre 2016 (Blu-ray)              | TBA             | 2                 | Paramount Home Entertainment |
| Saison 4            | 9                 | 9 mai 2017 (DVD)                                             | TBA             | 2                 | Paramount Home Entertainment |
| L'intégrale         | 39                | 23 février 2021 (DVD)                                        | TBA             | 8                 | Paramount Home Entertainment |